# Clint Peay
Clint Peay (16 de setembro de 1973) é um ex-futebolista profissional estadunidense que atuava como defensor.

## Carreira
Clint Peay representou a Seleção Estadunidense de Futebol nas Olimpíadas de 1996, quando atuou em casa.